# علم الأرشيف
علم الأرشيف أو العلم الأرشيفي أو دراسات الأرشيف (بالإنجليزية: Archival science)‏، هو علم مترابط قائم على جمع ومعالجة وبث الوثائق بجميع أنواعها إما ورقية أو آلية بطريقة مقننة دولياً أو عالمياً، بمعنى آخر هو دراسة ونظرية بناء المحفوظات وتنظيمها، وهي مجموعات من التسجيلات وأجهزة تخزين البيانات.
يكون جمع المعلومات بعدة طرق من بينها: الهديا، الشراء، التبادل بين المؤسسات.
أما المعالجة فتكون بـ: التكشيف، التصنيف، والاستخلاص.
والبث يكون بتقديم المعلومة للمستفيد.
يكتسي الأرشيف أهمية بالغة باعتباره أداة عمل وتصرف يحفظ حقوق الأشخاص والهيئات، وييسّر عمل الرقابة والتقييم، كما أنه مصدر للبحث العلمي والتاريخي وركيزة من ركائز الهوية الوطنية.

## دراسات نقدية للارشيف
كشفت الدراسات النقدية عن وجود إضطهاد على أساس العرق والطبقة والجنس ضمن المؤسسات الأرشيفية في العالم الغربي. تصف الدراسات تشويه صورة المجتمعات المهمشة داخل أرشيفاتهم الخاصة. قدمت الدراسات وسائل لإنهاء الممارسات الأرشيفية الإستعمارية والإمبريالية. و أكدت على ضرورة المحافظة على الأرشيف الوطني والمجتمعي و الحرس على الوصف الدقيق للمجتمع المهمشة من أجل حماية الإرث والقيمة المجتمعية لهذه الفئات.  
في مثال حديث، منذ سنوات تطالب الجزائر فرنسا بفتح أرشيف الإستعمار وتسوية قضية المفقودين ف حرب الإستقلال الذي يبلغ عددهم من 2200 بحسب الجزائر فضلاً عن التجارب النووية الفرنسية في الصحراء الجزائرية. سمح الرئيس الفرنسي إمانويل مكرون بتسهيل الوصول إلى محتويات الأرشيف السري الذي يخص الحرب الجزائرية وذلك بتوصية من المؤرخ بنجامين ستورا.